# インクレディブル・ファミリー
『インクレディブル・ファミリー』（原題：Incredibles 2）は、ピクサー・アニメーション・スタジオ製作によるアメリカ合衆国のコンピュータアニメーション・アクション・アドベンチャー・コメディ映画。全米で2018年6月15日、日本で同年8月1日公開。監督はブラッド・バード。同時上映は『Bao』。キャッチコピーは「家事！育児！世界の危機！」。

## 概要
2004年公開の『Mr.インクレディブル』の続編であり、ピクサーの長編映画としては『リメンバー・ミー』に次ぎ『トイ・ストーリー』から数えて20作目となる。
家人全員が特殊能力を持つ5人家族を主人公に据え、ごく普通の一般人家庭としての生き方と悪と戦うスーパーヒーローとしての生き方を両立させようと奮闘する中で、女性の社会進出や男性の家庭との向き合い方、家族の絆などの現代的なテーマが描かれている。
冒頭に登場するディズニー及びピクサーのオープニングのロゴが、他作品と比べて赤いデザインになっている。
本作には光が点滅するシーンが複数含まれているが、日本公開版においては該当箇所の点滅頻度や輝度の調節が施されている。また、海外版においても、DVDやBlu-ray版は日本公開版と同じく調節が施されている。

## あらすじ
前作のシンドロームとの戦いから3ヶ月後。法律でスーパーヒーロー活動が禁じられる中、人々を救うため街を襲うアンダーマイナーと戦うものの、戦いの余波で街を破壊したため警察に事情聴取される羽目になったパー一家。しかも、この事件で政府はスーパーヒーロー保護プログラムを廃止し、その影響で、政府組織NSAの一員でパー一家の保護を任されていた男リック・ディッカーも、パー一家の保護の任を解かれることとなった。ディッカーはパー一家を付近のモーテルに2週間宿泊させる手配をさせた後、彼らに別れを告げ去っていった。そんな中、パー一家の母親イラスティガールことヘレン・パーに、アンダーマイナーとパー一家の戦いを見ていたスーパーヒーローの大ファンであり通信会社デブテックを率いるウィンストン・ディヴァーと、彼の妹であるイヴリン・ディヴァーから、スーパーヒーローの復活が掛かったある任務の依頼が届く。その任務は、スーパーヒーローとして活躍する姿を世界に見せ、スーパーヒーロー活動が再び法律で許されるようになることを目指すというものだった。ヘレンが任務で家を留守にしている間、彼女の夫にして伝説のヒーローであるMr.インクレディブルことボブ・パーは、子守や家事のために留守番をすることとなる。
パー一家はウィンストンが用意した新たな住居に引っ越し、ヘレンは早速任務へと出かける。犯罪の多い大都市ニューアーバムでの任務でヘレンは暴走する新型列車を止めて人々を助けるが、テレビ画面などを乗っ取り人々を催眠状態にして操るスクリーンスレイヴァーという謎の人物が出現する。ヘレンはイヴリンと協力してスクリーンスレイヴァーの隠れ家を突き止め、彼を捕まえることに成功するが、その正体はピザの配達員であり、彼は困惑した様子のまま逮捕された。
一方、子守と家事を任されたボブは、同級生との恋に悩む長女ヴァイオレットや、算数の宿題に頭を抱える長男ダッシュの世話に追われていた。さらに、これまでスーパーパワーの有無が不明であった次男ジャック＝ジャックにも多数のスーパーパワーがあったことに気がつくが、任務の邪魔になると考えたボブはこの事をヘレンには秘密にする。
その頃、ヘレンはピザの配達員が何者かによってスクリーンスレイヴァーとして操られ仕立てあげられていたことに気がつくが、その黒幕はイヴリンであることが判明する。イヴリンは両親がスーパーヒーローを頼りすぎていたがために強盗に殺されて以来、スーパーヒーロー達を嫌っており、人々がスーパーヒーロー達に頼りすぎる社会を作らせないために、スーパーヒーロー達を洗脳して彼らの評判を下げようとしていた。ヘレンはイヴリンによって特殊なゴーグルをつけられ、洗脳されてしまう。ヘレンに危機が迫っている事をイヴリンから聞きデブテックを訪れたボブもゴーグルをつけられてしまう。家に残った子供達と、ボブが子守を任せておいた親友のルシアス・ベストことフロゾンの所へも洗脳されたスーパーヒーロー達が訪れ、フロゾンもゴーグルをつけられてしまうも、ダッシュが密かに呼び寄せた乗り物インクレディビールに自分達の音声を登録させ、音声操作でインクレディビールを操り家を脱出した。
脱出したヴァイオレット、ダッシュ、ジャック＝ジャックは、インクレディビールで豪華客船で行われているデブテックの調印式に潜入する。3人は何とかボブ、ヘレン、フロゾンのゴーグルを外すことに成功し、さらに他のスーパーヒーロー達の洗脳も解くことにも成功する。イヴリンは、船に備え付けてある飛行機で逃げようとするが、ヘレンの活躍により彼女を捕まえることが出来たが、今度は船のエンジンが爆走し、ものすごいスピードで街に向かってしまう。パー一家やフロゾン、スーパーヒーロー達は一致団結し、それを阻止することに成功し、市民から大喝采を受ける。そして、その活躍から、再び法律でスーパーヒーロー活動が許されることとなった。
しばらくして、パー一家の前に銃を乱射しながら暴走する車が出現。ボブ、ヘレン、ヴァイオレット、ダッシュ、ジャック＝ジャックはマスクをつけ、車を新型のインクレディビールへと変形させ、スーパーヒーローとしてそれに立ち向かうのだった。

## 登場人物

### パー一家
本作の主人公であるスーパーヒーローの5人家族。
イラスティガール（Elastigirl）
本名、ヘレン・パー（Helen Parr）。パー一家の母親にして、ボブと同様に伝説のスーパーヒーロー。ゴムのように伸び縮みさせることのできる身体の持ち主。パラシュートや風船など、どんな形にも自由自在に変えられる。一人称は「私」。本作では、スーパーヒーロー復活が掛かったある任務をウィンストンとイヴリンから引き受け、家事や育児をボブに任せて外出する。しかし、新たな敵スクリーンスレイヴァーの出現によりピンチに陥るも、その身体と心強い性格を生かして街の人々を救っていく。
前作はスーパーヒーローへの返り咲きを狙うボブが物語の中心であったが本作では彼女が物語の中心となっている。
Mr.インクレディブル（Mr. Incredible）
本名、ロバート・パー（Robert Parr）。通称、ボブ（Bob）。パー一家の父親にして、ヘレンと同様に伝説のスーパーヒーロー。車を軽々と持ち上げる、猛スピードの電車を止められるなど、驚異的な怪力と強靭な肉体の持ち主。一人称は「俺」。任務で外出しているヘレンに代わって家事や育児を担当するが、悪戦苦闘の日々を過ごすこととなる。
ヴァイオレット・パー（Violet Parr）
通称、ヴァイ（Vi）。パー一家の長女。14歳。自分らの周りに紫色の強力なエネルギーバリアを張って身を守ったり、バリアをぶつけて攻撃に転用することができる。また、自らを透明化することもできる。一人称は「あたし」。ヒーローとして活躍する一方で、同級生のトニーとの仲を発展させようと奔走するも、トニーの自分に関する記憶が削除され、さらにそれを修復しようとするボブのお節介などで反発するなど、思春期の悩みを抱えている。
ダッシェル・ロバート・パー（Dashiell Robert Parr）
通称、ダッシュ（Dash）。パー一家の長男。10歳。時速300km以上で走ることができ、その速さはビデオカメラでも捉えられず、水上も走ることができる。一人称は「僕」。好奇心旺盛で活発だが、それに故に余計なことをしてしまうことがしばしばある。また、算数の宿題には頭を抱えている。
ジャック＝ジャック・パー（Jack-Jack Parr）
パー一家の次男。前作の終盤でモーツァルトの曲を聞いたことによりスーパーパワーが覚醒し、目からレーザー光線を発射、全身を炎に包む、怒ると怪物の様な姿に変身する、体を金属に変える、分身をする、空中を浮遊する、念力が使える、異次元へ移動する、瞬間移動をする、壁などを通り抜ける、巨大化する、小型化する、気体になる、液体になる、くしゃみをするとロケットのように発射する、体をスライムのように柔らかくすることができる、目の前の人物とそっくりな姿に変身することができるなど、全部で17種類のスーパーパワーを持っている。

### パー一家の関係者
フロゾン（Frozone）
本名、ルシアス・ベスト（Lucius Best）。ボブの古くからの親友。空気中の水分を瞬時に氷結させることができるスーパーパワーを持っている。ヘレンの代わりに子守をしているボブを気遣ったり、ダッシュとヴァイオレットを援護するなど、パー一家に世話を焼いている。
エドナ・モード（Edna Mode）
通称、E。スーパーヒーローのスーツを手がける世界的なデザイナー。Mr.インクレディブル、イラスティガール、フロゾンの専属デザイナーでもある。ボブとヘレンとは旧知の仲。日本人とドイツ人のハーフである。本作では、パワーが覚醒したジャック=ジャックをボブから一晩だけ引き取り、ジャック=ジャック用の監視モニター付きの新たなスーツを無償で開発した。
リック・ディッカー（Rick Dicker）
かつてスーパーヒーロー達が所属していた政府組織NSA（National Supers Agency）の一員。ボブの昔馴染みの一人。前作では、記憶消去、損害賠償、パー一家の引越しの手配などを担当していた。政府によってスーパーヒーロー保護プログラムが廃止されたことで、パー一家の保護の任を解かれることとなり、彼らを付近のモーテルに2週間宿泊させる手配をさせた後、パー一家に別れを告げて去っていった。しかし、トニーのヴァイオレットに関する記憶を完全に消してしまった為、ボブとヴァイオレットのわだかまりを作ってしまう。
トニー・ライディンジャー（Tony Rydinger）
ヴァイオレットと同じ学校に通う同級生。ヴァイオレットに想いを寄せられており、前作の終盤で彼女と共に映画を観に行く約束をするも、本作の序盤で偶然ヴァイオレットがスーパーヒーローであることを知り戸惑う。その後、リックによってヴァイオレットに関する記憶を完全に消されてしまうが、紆余曲折の末に終盤で再びヴァイオレットと仲良くなる。

### デブテック社
ウィンストン・ディヴァー（Winston Deavor）
通信会社デブテック社の社長で、リック・ディッカーの元部下。父親の影響でスーパーヒーローの大ファンであり、Mr.インクレディブルやイラスティガール、フロゾンのテーマソングを歌うこともできる。再びスーパーヒーローを法律で認めさせようと、ヘレンにスーパーヒーロー復活を掛けたある任務を依頼する。ヒーロー活動が禁止されていなければ両親は銀行強盗に殺されなかったはずだと信じており、今の法律を変えたがっていた。
イヴリン・ディヴァー（Evelyn Deavor）
ウィンストンの妹。天才的な頭脳を持つ発明家で、デブテック社の技術部門の部長を担当している。任務で出動するヘレンを技術面でサポートする。実は本作のディズニー・ヴィランズであるスクリーンスレイヴァーの正体。兄とは正反対に、内心ではヒーローさえいなければ両親が死ぬことは無かったと考えており、ヒーローを激しく憎悪し蔑んでいた。今の法律を保つ為に全てのスーパーヒーローを洗脳し、彼らの評判を下げようと目論んでいる。最終的には兄に反旗を翻され計画は失敗。事件後は警察に逮捕された。

### スーパーヒーロー
ヴォイド（Voyd）
本名、カレン（Karen）。瞬間移動用のポータルを開き、人や物を瞬間移動させることができる能力を持つスーパーヒーロー。イラスティガールの大ファンである。
クラッシュアー（Krushauer）
物に触れることなくそれを押し潰すことができる能力を持つスーパーヒーロー。
ブリック（Brick）
本名、コンクリーシア・"コニー"・メイソン（Concretia "Connie" Mason）。体をレンガのように大きく、強くすることができる能力を持つスーパーヒーロー。
リフラックス（Reflux）
本名、ガス・バーンズ（Gus Burns）。胃酸を口から吐き出し、物を溶かすことができる能力を持つスーパーヒーロー。
ヘレクトリクス（He-Lectrix）
電気を自由自在に操ることができる能力を持つスーパーヒーロー。
スクリーチ（Screech）
暗闇でも目が見え、空を飛ぶこともできる等、フクロウのような能力を持つスーパーヒーロー。

### その他
スクリーンスレイヴァー（Screenslaver）
テレビなどの画面をジャックし、人々を特殊な映像でマインドコントロールする犯罪者。その本来の正体はイヴリンだが、偽装工作により操られていた罪もないピザの配達員が逮捕されてしまう。
アンダーマイナー（The Underminer）
誰よりも深い地底に住んでいる、モグラの様な姿をした男。前作の終盤で超巨大掘削ドリルに乗って地中から出現し、平和な日々を壊すべく宣戦布告し、街を襲う。ボブと戦闘になるも隙をついて盗んだ銀行の金を持ち逃げした。
ヘンリエッタ・セリック大使（Ambassador Henrietta Selick）
とある国の大使。スーパーヒーロー復活を後押ししている。
チャド・ブレントリー（Chad Brentley）
トーク番組の司会者。イラスティガールにインタビューをする。
ロッキー（Rocky）
パー一家の庭に侵入したアライグマ。

## 声の出演
| 役名                           | 原語版声優                   | 日本語吹替 |
| ------------------------------ | ---------------------------- | --- |
| イラスティガール ヘレン・パー  | ホリー・ハンター             | 黒木瞳 |
| Mr.インクレディブル ボブ・パー | クレイグ・T・ネルソン        | 三浦友和 |
| ヴァイオレット・パー           | サラ・ヴォーウェル           | 綾瀬はるか |
| ダッシュ・パー                 | ハック・ミルナー             | 山崎智史 |
| ジャック＝ジャック・パー       | イーライ・フシール           | 原語版流用 |
| フロゾン ルシアス・ベスト      | サミュエル・L・ジャクソン    | 斎藤志郎 |
| ウィンストン・ディヴァー       | ボブ・オデンカーク           | 木下浩之 |
| イヴリン・ディヴァー           | キャサリン・キーナー         | 加藤有生子 |
| エドナ・モード                 | ブラッド・バード             | 後藤哲夫 |
| リック・ディッカー             | ジョナサン・バンクス         | 菅生隆之 |
| トニー・ライディンジャー       | マイケル・バード             | 鈴村健一 |
| ヴォイド                       | ソフィア・ブッシュ           | 小島瑠璃子 |
| クラッシュアー                 | フィル・ラマール             | スーパー・ササダンゴ・マシン |
| ヘレクトリクス                 | フィル・ラマール             | サンシャイン池崎 |
| リフラックス                   | ポール・エイディング         | 丸山壮史 |
| スクリーンスレイヴァー         | ビル・ワイズ                 | 相馬幸人 |
| アンダーマイナー               | ジョン・ラッツェンバーガー   | 高田延彦 |
| セリック大使                   | イザベラ・ロッセリーニ       | 久保田民絵 |
| チャド・ブレントリー           | アダム・ゲーツ               | 水野龍司 |
| ヴィクター・カチェット         | マイケル・B・ジョンソン      | 及川ナオキ |
| 口ひげ刑事                     | ジェレ・バーンズ             | 及川ナオキ |
| ハニー                         | キンバリー・アデア・クラーク | 真山亜子 |
| 市長                           | バリー・ボストウィック       | 仲野裕 |
| 黒髪刑事                       | アダム・ロドリゲス           | 坂詰貴之 |
| その他                         |                              | 平勝伊 宮本崇弘 宇垣秀成 鈴木琢磨 後藤敦 伊沢磨紀 品田美穂 相川奈都姫 大井麻利衣 唐沢龍之介 木村隼人 内野孝聡 地蔵堂武大 多田啓太 竹内恵美子 川岸上子 岩端卓也 小俣彩織 笹崎里菜 広瀬駿 宮城麻里子 山本昌 中田翔 高梨雄平 山川穂高 鈴木大地 安達了一 柳田悠岐 |

## 企画
本作の公開日は、2015年8月に行われた「D23 EXPO 2015」で初めて公表された。当初の公開日は2019年6月21日とされていたが、『トイ・ストーリー4』と入れ替わり2018年6月15日に前倒しされることが、2016年10月に発表された。
2017年11月18日にYouTubeのピクサー公式アカウントで公開された本作のティザー予告編は、公開24時間で再生回数1億1300万回を記録し、アニメーション映画の予告編としては過去最高の記録となった。

## 興行成績

### 北米
アメリカ合衆国とカナダでは2018年6月15日に公開が開始され、公開3日間の興行収入が1億8000万ドルを突破し、『ファインディング・ドリー』の1億3510万ドルを大きく上回って、アニメーション映画としては歴代1位のオープニング記録となった。そして、公開から24日時点での累計興行収入が約5億438万ドルとなり、アニメーション史上歴代最大のヒット作品となった。また、累計興行収入が5億ドルを突破した作品としても初のアニメーション作品となる。

### 日本
日本では2018年8月1日に全国432スクリーンで封切られ、土日2日間で観客動員数33万2000人、興行収入4億2200万円を稼ぎ、週末映画ランキングでは『劇場版 コード・ブルー -ドクターヘリ緊急救命-』、『ミッション:インポッシブル/フォールアウト』に続く初登場3位となった。その後も夏休みに合わせて話題作が続々と封切られる中で3週連続3位をキープし、公開26日目で累計興行収入が40億円を突破した。

## MovieNEX
2018年11月7日にデジタル配信が開始、同月21日にMovieNEXが発売。

### 商品一覧
- 「インクレディブル・ファミリー MovieNEX」
- 「インクレディブル・ファミリー 4K UHD MovieNEX」